# Exochus albiceps
Exochus albiceps är en stekelart som beskrevs av Walsh 1873. Exochus albiceps ingår i släktet Exochus och familjen brokparasitsteklar. Inga underarter finns listade i Catalogue of Life.